# Котлик (Аляска)
Котлик (англ. Kotlik) — город, расположенный в районе переписи Кусилвак (штат Аляска, США) с населением в 577 человек по статистическим данным переписи 2010 года.

## География
По данным Бюро переписи населения США город Котлик имеет общую площадь в 12,17 квадратных километров, из которых 9,84 кв. километров занимает земля и 2,07 кв. километров — вода. Площадь водных ресурсов города составляет 17,01 % от всей его площади.
Город Котлик расположен на высоте 1 метра над уровнем моря.

## Демография
По данным переписи населения 2000 года в Котлик проживало 591 человек, 102 семьи, насчитывалось 117 домашних хозяйств и 139 жилых домов. Средняя плотность населения составляла около 59,7 человек на один квадратный километр. Расовый состав Котлик по данным переписи распределился следующим образом: 3,55 % белых, 93,57 % — коренных американцев, 2,88 % — представителей смешанных рас.
Испаноговорящие составили 0,34 % от всех жителей города.
Из 117 домашних хозяйств в 70,1 % — воспитывали детей в возрасте до 18 лет, 65 % представляли собой совместно проживающие супружеские пары, в 11,1 % семей женщины проживали без мужей, 12,8 % не имели семей. 10,3 % от общего числа семей на момент переписи жили самостоятельно, при этом 3,4 % составили одинокие пожилые люди в возрасте 65 лет и старше. Средний размер домашнего хозяйства составил 5,05 человек, а средний размер семьи — 5,48 человек.
Население города по возрастному диапазону по данным переписи 2000 года распределилось следующим образом: 48,2 % — жители младше 18 лет, 11,2 % — между 18 и 24 годами, 24,9 % — от 25 до 44 лет, 12 % — от 45 до 64 лет и 3,7 % — в возрасте 65 лет и старше. Средний возраст жителей составил 18 лет. На каждые 100 женщин в Котлик приходилось 114,1 мужчин, при этом на каждые сто женщин 18 лет и старше приходилось 109,6 мужчин также старше 18 лет.
Средний доход на одно домашнее хозяйство в городе составил 37 750 долларов США, а средний доход на одну семью — 37 969 долларов. При этом мужчины имели средний доход в 29 583 доллара США в год против 16 875 долларов среднегодового дохода у женщин. Доход на душу населения в городе составил 7707 долларов в год. 18,4 % от всего числа семей в городе и 21,1 % от всей численности населения находилось на момент переписи населения за чертой бедности, при этом 21,8 % из них были моложе 18 лет и 25,9 % — в возрасте 65 лет и старше.